# Françoise Charlotte de Montalais
Pour les articles homonymes, voir Montalais.
Françoise Charlotte de Montalais (1633-1718), comtesse de Marans, dame de Vernée, fille de Pierre de Montalais, seigneur de Chambellay, et de Renée Le Clerc de Sautré, petite fille de Mathurin de Montalais et d'Anne Le Voyer, personnage fameux du XVIIe siècle, mala utique fama pour ses aventures.

## Biographie
Elle était la petite-nièce de Marie de Hautefort, leurs grand-mères Catherine et Anne Le Voyer étant sœurs.
Après le décès, en 1665, de son époux Jean VIII du Beuil, comte de Marans, elle  devint la maîtresse d'Henri-Jules de Bourbon-Condé, prince de Condé, dont elle eut Julie de Bourbon (1668-1710), femme d'Armand de Madaillan de Lesparre, Marquis de Lassay, puis la maîtresse du fils du duc de Longueville, le comte de Saint-Pol. Cette intrigante fut mêlée à l'Affaire des poisons. Elle vivait encore en 1686, mais ses biens étaient saisis. 
C'est elle que Madame de Sévigné, dont elle fut un temps l'amie, appelle la méchante fée Mélusine, ou « la Marans ».
Il ne faut pas la confondre avec sa sœur, Nicole-Anne-Constance de Montalais, dame de Chambellay, qui fut attachée comme fille d'honneur, à Marguerite de Lorraine, puis en 1661 à Henriette d'Angleterre, puis enfermée à l'abbaye de Fontevrault pour ses intrigues, en 1662, puis en 1665. Décédée avant 1710, elle est également citée dans la correspondance de Madame de Sévigné ou dans les Mémoires de Madame de Montpensier. Alexandre Dumas père en fait l'un des personnages de son roman Le Vicomte de Bragelonne.
Sa tante et belle-mère Françoise de Montalais qui avait épousé, le 22 août 1626, René de Bueil, comte de Sancerre et de Marans.

## Source
- « Françoise Charlotte de Montalais », dans Alphonse-Victor Angot et Ferdinand Gaugain, Dictionnaire historique, topographique et biographique de la Mayenne, Laval, A. Goupil, 1900-1910 [détail des éditions] (BNF 34106789, présentation en ligne), t. III, p. 64 ; t. IV, p. 643.